# 納薩卡拉山 (洛斯安地斯省)
16°8′17″S 68°18′8″W / 16.13806°S 68.30222°W
納薩卡拉山（Nasa Q'ara），是玻利維亞的山峰，位於該國西部拉巴斯省的洛斯安地斯省，屬於安第斯山脈中玻利維亞瑞阿爾山脈的一部分，海拔高度5,156米。